# Шуткова, Вероника Дмитриевна
Вероника Дмитриевна Шуткова (бел. Вераніка Дзмітрыеўна Шуткова; род. 26 мая 1986, Минск) — белорусская легкоатлетка, специалистка по прыжкам в длину. Выступала за сборную Белоруссии по лёгкой атлетике в 2003—2017 годах, победительница и призёрка первенств национального значения, участница летних Олимпийских игр в Лондоне. Мастер спорта Республики Беларусь международного класса.

## Биография
Вероника Шуткова родилась 26 мая 1986 года в Минске.
Впервые заявила о себе в лёгкой атлетике на международном уровне в сезоне 2003 года, когда вошла в состав белорусской национальной сборной и выступила на юношеском мировом первенстве в Шербруке, где в зачёте прыжков в длину заняла итоговое 12-е место.
В 2004 году с результатом 6,22 метра завоевала бронзовую медаль на юниорском мировом первенстве в Гроссето.
В 2005 году в той же дисциплине показала 11-й результат на юниорском европейском первенстве в Каунасе (5,90), была девятой на Универсиаде в Измире (6,18).
В 2007 году стала шестой на молодёжном европейском первенстве в Дебрецене (6,49) и восьмой на Универсиаде в Бангкоке (6,38).
На Универсиаде 2009 года в Белграде прыгнула на 5,99 метра и в финал не вышла.
В 2010 году отметилась выступлением на чемпионате мира в помещении в Дохе (6,43).
В 2011 году была пятой на чемпионате Европы в помещении в Париже (6,57) и в Суперлиге командного чемпионата Европы в Стокгольме (6,53), участвовала в чемпионате мира в Тэгу (6,45).
В 2012 году заняла шестое место на чемпионате мира в помещении в Стамбуле (6,63). Благодаря череде удачных выступлений удостоилась права защищать честь страны на летних Олимпийских играх в Лондоне — в программе прыжков в длину благополучно преодолела предварительный квалификационный этап, тогда как в финале с результатом 6,54 метра закрыла десятку сильнейших (впоследствии в связи с дисквалификацией трёх спортсменок переместилась в итоговом протоколе на седьмую позицию).
После лондонской Олимпиады Шуткова осталась действующей спортсменкой и продолжила принимать участие в крупнейших международных стартах. Так, в 2017 году она выступила на чемпионате Европы в Белграде — показала результат 6,07 метра и в финал не вышла.
Завершила спортивную карьеру по окончании сезона 2018 года.
За выдающиеся спортивные достижения удостоена почётного звания «Мастер спорта Республики Беларусь международного класса».